# Зандерлинг, Томас Куртович
То́мас Ку́ртович За́ндерлинг (нем. Thomas Sanderling, род. 2 октября 1942 года, Новосибирск) — немецкий и российский дирижёр.

## Биография
Родился в семье известного дирижёра Курта Игнатьевича Зандерлинга и его первой жены Нины Игнатьевны Бобат.
Вырос в Ленинграде, где его отец руководил оркестром Ленинградской филармонии.
Окончил Специальную музыкальную школу при Ленинградской консерватории по классу скрипки у Михаила Ваймана и композиции у Николая Рабиновича.
В 1960 году семья переехала в Восточную Германию, где Томас получил дирижёрское образование в Музыкальной академии Восточного Берлина.
Дебютировал в 1962 году, а двумя годами позже был назначен главным дирижёром оркестра в Райхенбахе. В 1966 году стал музыкальным руководителем оперного театра Галле (Halle Opera).
Сотрудничал с Дрезденской государственной капеллой, оркестром Гевандхауса в Лейпциге и берлинской Комической оперой, а позднее с Венским симфоническим оркестром, Королевским симфоническим оркестром Стокгольма, Национальным оркестром США, симфоническим оркестрами Ванкувера, Хельсинки, Осло и Балтимора, Лондонским симфоническим оркестром, Королевским симфоническим оркестром Ливерпуля, оркестрами Баварского и Берлинского радио, и другими коллективами.
С ним выступали такие солисты, как Давид Ойстрах, Эмиль Гилельс, Гидон Кремер, Жозе ван Дам, Ферруччо Фурланетто, Гундула Яновиц , Роберт Холл, Алексис Вайссенберг, Лазарь Берман, Андрей Хотеев, Наталья Гутман и Уолтер Берри.
В 1978—1983 годах — постоянный приглашённый дирижёр Берлинской городской оперы. С 1992 года — главный дирижёр Симфонического оркестра Осаки.
В 2002—2022 годах — главный приглашённый дирижёр Новосибирского академического симфонического оркестра, с 2003 — Национального филармонического оркестра России.
Живёт в Великобритании.
В 2009 году он получил российское гражданство.
Братья — виолончелист и дирижёр Михаэль Зандерлинг (род. 1967) и дирижёр Штефан Зандерлинг (род. 1964).